# Cole Christiansen
Cole Christiansen (Suffolk, 30 luglio 1997) è un giocatore di football americano statunitense che milita nel ruolo di linebacker per i Kansas City Chiefs della National Football League (NFL).

## Carriera

### Los Angeles Chargers
Christiansen firmò con i Los Angeles Chargers dopo non essere stato scelto nel Draft NFL 2020. Fu svincolato il 5 settembre 2020 e rifirmò con la squadra di allenamento il giorno successivo. Fu promosso nel roster attivo il 21 novembre, il 28 novembre e il 5 dicembre per le gare della settimane 11, 12 e 13, tornando nella squadra di allenamento dopo ogni partita. Fu di nuovo promosso nel roster attivo il 1º gennaio 2021.
Il 31 agosto 2021 Christiansen fu svincolato dai Chargers e rifirmò con la squadra di allenamento il giorno successivo. L’11 gennaio 2022 firmò un nuovo contratto da riserva.
Il 30 agosto 2022 Christiansen fu svincolato dai Chargers.

### Kansas City Chiefs
Il 1º settembre 2022 Christiansen firmò con la squadra di allenamento dei Kansas City Chiefs. Il 15 ottobre 2022 fu promosso nel roster attivo. Due giorni dopo fece registrare il suo primo tackle con la squadra contro i Buffalo Bills. A fine stagione si laureò campione NFL quando Chiefs batterono i Philadelphia Eagles nel Super Bowl LVII. Il 15 febbraio 2023 firmò un nuovo contratto da riserva.
Il 29 agosto 2023 Christiansen fu svincolato dai Chiefs, rifirmando poi con la squadra di allenamento. Fu promosso nel roster attivo il 17 gennaio 2024. A febbraio vinse il suo secondo titolo consecutivo quando i Chiefs batterono i San Francisco 49ers nel Super Bowl LVIII.

## Palmarès
- Super Bowl : 2

Kansas City Chiefs: LVII, LVIII
- American Football Conference Championship: 2

Kansas City Chiefs: 2022, 2023